# Apistogramma baenschi
Apistogramma baenschi är en fiskart som beskrevs av Römer, Hahn, Römer, Soares och Wöhler 2004. Apistogramma baenschi ingår i släktet Apistogramma och familjen Cichlidae. Inga underarter finns listade i Catalogue of Life.